# Edith Fischhof Gilboa
Edith Fischhof Gilboa (Vienna, 5 giugno 1923) è una giornalista e scrittrice austriaca, ebrea superstite dell'Olocausto, attiva testimone della Shoah e costante relatrice nei Giorni della Memoria in diversi luoghi d' Italia e in altri paesi europei. Lo storico d'arte e accademico Alessandro Masi, Segretario generale della Società Dante Alighieri nel 2018 espresse sulle attività della Gilboa il seguente giudizio:«Edith Fischhof Gilboa, 94 anni, ebrea dalla memoria prodigiosa e dell'argento vivo in corpo».

## Biografia

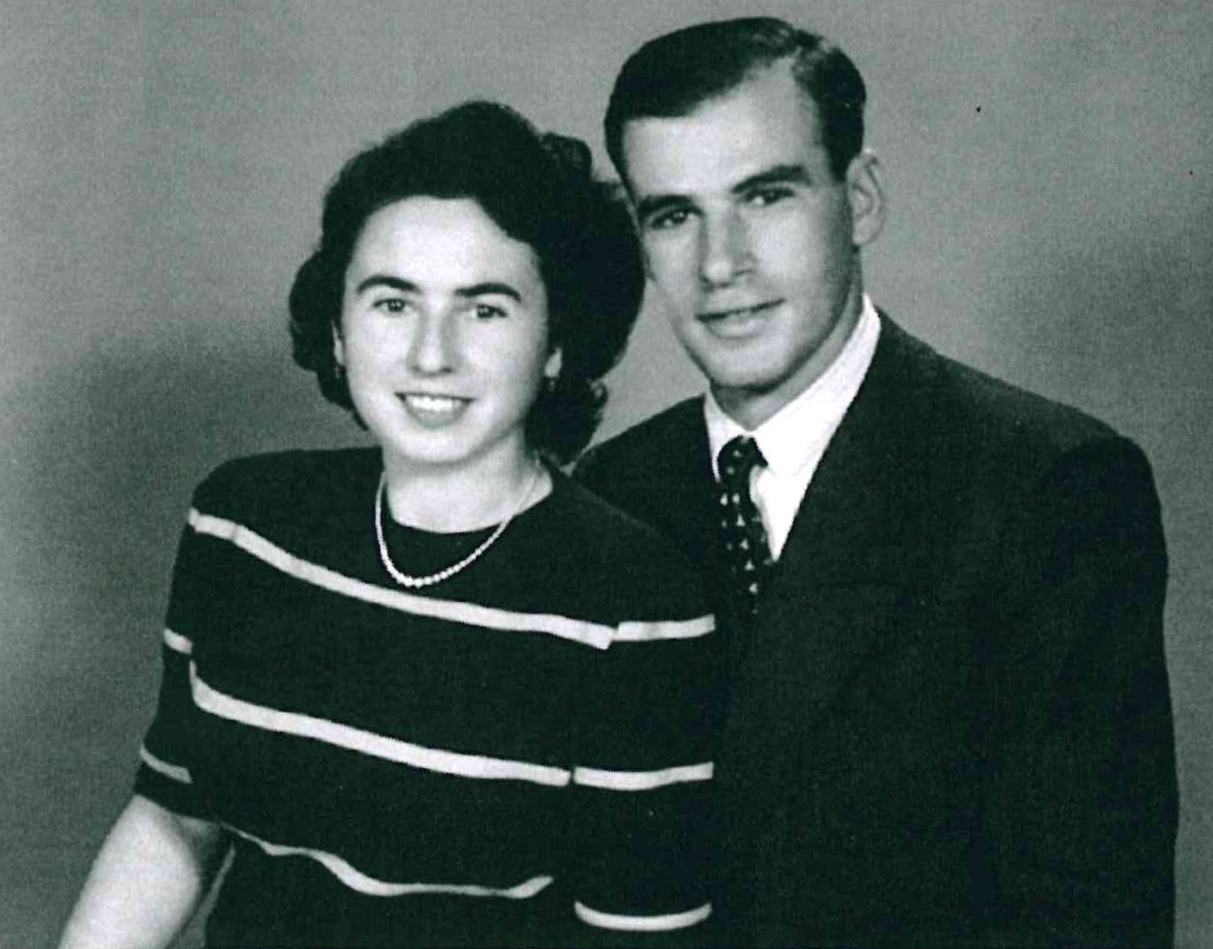
Edith Fischhof e Paul Gelbein a Tel Aviv nel 1948

Nasce a Vienna nel 1923 da papà Richard, sarto, e mamma Berta, insegnante. La sua famiglia è composta anche dalla sorella maggiore Trude. A soli 11 anni insieme a tutta la sua famiglia sarà costretta a passare la sua adolescenza e giovinezza, anziché sui libri di scuola, nella fuga da una città all'altra per sottrarsi alla cattura dei fascisti italiani. Per sfuggire alle leggi razziali promulgate in Austria, la famiglia di Edith scappa a Fiume nel 1934, ma nel 1938 anche in Italia vengono approvate le leggi razziali. Il Regno d'Italia infatti prima con il Trattato di Roma e poi con la Convenzione di Nettuno il 20 luglio 1925, aveva annesso lo Stato libero di Fiume.
Nonostante la fuga, nel giugno 1940 viene arrestato prima il padre di Edith e nei cinque giorni a seguire anche tutto il resto della famiglia che sarà costretta ad abbandonare Fiume con un viaggio in treno per destinazione Viterbo.
Da qui vengono poi trasferite al campo di internamento di Ferramonti di Tarsia, dove si riunisce la famiglia al completo. Nell'estate del 1941 viene trasferita di nuovo con destinazione San Martino dei Calvi, un paese in provincia di Bergamo. È qui che la famiglia di Edith incontra Giuseppe Ippoliti, all'epoca brigadiere e comandante della stazione di zona, e la moglie Teresina Zani. Le due famiglie entrano in simpatia, e grazie a questo rapporto duraturo Giuseppe Ippoliti si offre di aiutare la famiglia. Per aver prestato incondizionato aiuto a Edith e alla sua famiglia a rischio della propria vita, Ippoliti e la moglie nel 2019 saranno riconosciuti da Yad Vashem come Giusti tra le nazioni.
Vive insieme alla sorella con i nomi Lidia (Edith) e Rita (Trude) Fiscotti, come sfollate rifugiate dai falsi parenti, a Pontevico. Dopo qualche tempo, Edith e Trude, si rifugiano presso le suore del convento di Sant'Angela, lavorando come sarte. 
Nel 1945, Edith e Trude si trasferiscono con la madre a Milano, in affitto in uno stabile tenuto dal Joint. In seguito conosce e sposa Paul Gelbein, il 15 febbraio 1946 salpa da Venezia verso la Palestina sulla nave da guerra statunitense Colorado Springs per raggiungere il marito. Nel 1950 nasce il primo figlio e nel 1955 nasce la seconda.

## Attiva testimone della Shoah
(Edith Gilboa a una visita in Italia nel 2016 parlando agli studenti di una scolaresca calabrese sul suo internamento a Ferramonti di Tarsia)
Edith con la sua famiglia vive dal 1997 a Kfar Saba ovvero a circa 20 chilometri da Tel Aviv in Israele. A giugno 2022 ha compiuto 99 anni. Ciò nonostante la sua instancabile opera di testimonianza della Shoah continua in diversi paesi del mondo coinvolgendo scolaresche di qualsiasi tipo e grado e presenziando come relatrice a diversi convegni, fra i quali anche il 28° seminario di Yad Vashem a Gerusalemme come anche alla celebrazione annuale del Giorno della Memoria, nel giorno della Memoria del 2018 ha presenziato al Campo di internamento di Ferramonti di Tarsia, un luogo che Edith continua a ricordare per la generosità mostrata dagli abitanti di Tarsia durante il periodo del suo internamento e di quello della sua famiglia.

### Ottobre 2022ː ambasciatrice alla commemorazione dei chassidim delle nazioni in Italia
Rafi Sa'ar sindaco della città israeliana in cui vive Edith Fischhof Gilboa ha affermato in una intervista apparsa sul giornale israeliano Time.News che «[Edith] che compie 100 anni, è andata a rappresentare Kfar Saba alla cerimonia di commemorazione dei chassidim delle nazioni in Italia», ricordando che la sua è stata «[...] una storia di famiglia, di donazione, spirito combattivo e grande coraggio. È partita per l'Italia giovedì scorso, per una cerimonia che si è svolta nella città di Pontevico in provincia di Brescia in Italia, per commemorare Giuseppe Ippoliti che ha salvato la sua vita e la vita di sua sorella. Alla cerimonia, la polizia locale ha suonato l'inno nazionale Hatikvah, in onore di Edith».
Edith nell'occasione ha commentato:«Vivo con la sensazione di una grande missione e faccio tutto il possibile per raccontare la mia storia e quella dei miei familiari e la storia del popolo ebraico. Purtroppo negli ultimi anni abbiamo assistito alla rinascita dell'antisemitismo in Europa, tra l'altro in Italia [...] sento un grande obbligo di viaggiare di nuovo per raccontare e ricordare quello che abbiamo vissuto nell'Olocausto, affinché non accada di nuovo. Sono felice e orgogliosa di essere un residente di Kfar Saba e di rappresentarla».

## Riconoscimenti
- Comune di Tarsia, Cittadinanza onoraria, 27 gennaio 2012.[29]
- Vienna, ̈Targa commemorativa a Edith Gilboa esposta nel maggio 2008 nella nota e centralissima Heldenplatz (Piazza degli Eroi), la stessa piazza che nel 1938 vide come oratore Adolf Hitler annunciare alla folla riunita l'annessione dell'Austria al Terzo Reich.[30]
- Sonnino, Cittadinanza onoraria, 28 gennaio 2023.[31]

## Opere
- Colori dell'arcobaleno sul mare, nell'archivio della Fondazione centro di documentazione ebraica contemporanea (CDEC).[32][33][34]
- Edith Fischhof Gilboa, Vivrò libera nella terra promessa, I edizione, Milano, Mursia, 2018, ISBN 978-88-425-5843-9. URL consultato l'11 ottobre 2021.